# Klára Koukalová
Klára Koukalová, anteriormente también Klára Zakopalová, es una extenista, nacida el 24 de febrero de 1982 en Praga, República Checa.
En su carrera ha alcanzado nueve finales de torneos individuales, ganando tres de ellas, en 2005 sobre el césped de 's-Hertogenbosch (Holanda), en septiembre del mismo año en la cancha dura de Portorož (Eslovenia), y en febrero de 2014 (Florianópolis, Brasil).
Klára fue cabeza de serie n.º 29 en el Abierto de Australia 2006.
Klára estuvo casada con Jan Zakopal, un futbolista checo, de ahí que fuera conocida como Klára Zakopalová hasta enero de 2014, cuando se divorciaron.
Klára anunció que se retiraría del tenis profesional en septiembre de 2016.

## Títulos WTA (7; 3+4)

### Individual (3)
| Leyenda: Antes de 2009     | Leyenda: A partir de 2009 |
| -------------------------- | ------------------------- |
| Grand Slam (0)             |                           |
| WTA Tour Championships (0) |                           |
| Tier I (0)                 | Premier Mandatory (0)     |
| Tier II (0)                | Premier 5 (0)             |
| Tier III (1)               | Premier (0)               |
| Tier IV & V (1)            | International (1)         |

| N.º | Fecha                    | Torneo           | Superficie | Oponente en la final | Resultado     |
| 1.  | 18 de junio de 2005      | 's-Hertogenbosch | Hierba     | Lucie Šafářová       | 3-6, 6-2, 6-2 |
| 2.  | 25 de septiembre de 2005 | Portoroz         | Dura       | Katarina Srebotnik   | 6-2, 4-6, 6-3 |
| 3.  | 1 de marzo de 2014       | Florianópolis    | Dura       | Garbiñe Muguruza     | 4-6, 7-5, 6-0 |

### Finalista (12)
| N.º | Fecha                    | Torneos          | Superficie    | Oponente           | Resultado      |
| --- | ------------------------ | ---------------- | ------------- | ------------------ | -------------- |
| 1.  | 20 de mayo de 2001       | Antwerp          | Tierra batida | Barbara Rittner    | 3-6, 2-6       |
| 2.  | 14 de julio de 2002      | Casablanca       | Tierra batida | Patricia Wartusch  | 7-5, 3-6, 3-6  |
| 3.  | 2 de agosto de 2003      | Sopot            | Tierra batida | Anna Smashnova     | 2-6, 0-6       |
| 4.  | 19 de junio de 2004      | 's-Hertogenbosch | Hierba        | Mary Pierce        | 6-7(6), 2-6    |
| 5.  | 14 de agosto de 2004     | Sopot            | Tierra batida | Flavia Pennetta    | 5-7, 6-3, 3-6  |
| 6.  | 14 de agosto de 2004     | Palermo          | Tierra batida | Anabel Medina      | 4-6, 0-6       |
| 7.  | 14 de agosto de 2004     | Viña del Mar     | Tierra batida | Flavia Pennetta    | 4-6, 4-5, ret. |
| 8.  | 8 de agosto de 2010      | Copenhague       | Dura (i)      | Caroline Wozniacki | 2-6, 6-7(5)    |
| 9.  | 26 de septiembre de 2010 | Seúl             | Dura          | Alisa Kleibánova   | 1-6, 3-6       |
| 10. | 6 de enero de 2013       | Shenzhen         | Dura          | Na Li              | 3-6, 6-1, 5-7  |
| 11. | 11 de enero de 2014      | Hobart           | Dura          | Garbiñe Muguruza   | 4-6, 0-6       |
| 12. | 23 de febrero de 2014    | Río de Janeiro   | Dura          | Kurumi Nara        | 1-6, 6-4, 1-6  |

### Dobles (4)
| Leyenda: Antes de 2009 | Leyenda: A partir de 2009 |
| ---------------------- | ------------------------- |
| Grand Slam (0)         |                           |
| WTA Championships (0)  |                           |
| Tier I (0)             | Premier Mandatory (0)     |
| Tier II (0)            | Premier 5 (0)             |
| Tier III (0)           | Premier (0)               |
| Tier IV & V (0)        | International (4)         |

| N.º | Fecha               | Torneo           | Superficie    | Pareja                     | Oponentes en la final              | Marcador            |
| 1.  | 18 de junio de 2011 | 's-Hertogenbosch | Hierba        | Barbora Záhlavová-Strýcová | Dominika Cibulková Flavia Pennetta | 1-6, 6-4, [10-7]    |
| 2.  | 21 de julio de 2013 | Bastad           | Tierra batida | Anabel Medina              | Alexandra Dulgheru Flavia Pennetta | 6-1, 6-4            |
| 3.  | 3 de enero de 2014  | Shenzhen         | Dura          | Monica Niculescu           | Liudmila Kichenok Nadia Kichenok   | 6-3, 6-4            |
| 4.  | 10 de enero de 2014 | Hobart           | Dura          | Monica Niculescu           | Lisa Raymond Shuai Zhang           | 6-2, 6-7(5), [10-8] |

### Finalista (7)
| N.º | Fecha                    | Torneo     | Superficie    | Pareja            | Oponentes en la final                 | Marcador         |
| 1.  | 17 de septiembre de 2001 | Quebec     | Dura (i)      | Alena Vašková     | Samantha Reeves Adriana Serra Zanetti | 5-7, 6-4, 3-6    |
| 2.  | 25 de julio de 2009      | Portoroz   | Dura          | Camille Pin       | Julia Görges Vladimíra Uhlířová       | 4-6, 2-6         |
| 3.  | 24 de octubre de 2009    | Moscú      | Dura          | María Kondrátieva | María Kirilenko Nadia Petrova         | 2-6, 2-6         |
| 4.  | 16 de julio de 2011      | Palermo    | Tierra batida | Andrea Hlaváčková | Sara Errani Roberta Vinci             | 5-7, 1-6         |
| 5.  | 22 de junio de 2013      | Eastbourne | Hierba        | Monica Niculescu  | Nadia Petrova Katarina Srebotnik      | 3-6, 3-6         |
| 6.  | 13 de abril de 2014      | Katowice   | Dura (i)      | Monica Niculescu  | Yulia Beiguelzimer Olga Savchuk       | 4-6, 7-5, [7-10] |

## Clasificación histórica
| Tournament                      | 2003 | 2004 | 2005 | 2006 | 2007 | 2008 | 2009 | 2010 | 2011 | 2012 | 2013 | 2014 | 2015 | 2016 | Victorias - Derrotas |
| ------------------------------- | ---- | ---- | ---- | ---- | ---- | ---- | ---- | ---- | ---- | ---- | ---- | ---- | ---- | ---- | -------------------- |
| Abierto de Australia            | 3R   | 1R   | 2R   | 1R   | 1R   | 1R   | 1R   | 1R   | 2R   | 1R   | 2R   | 1R   | 2R   | 1R   | 6–14                 |
| Torneo de Roland Garros         | 1R   | 2R   | 2R   | 1R   | A    | 2R   | 1R   | 2R   | 1R   | 4R   | 1R   | 1R   | 1R   | A    | 7-12                 |
| Wimbledon                       | 1R   | 2R   | 1R   | 1R   | A    | 1R   | 1R   | 4R   | 3R   | 3R   | 3R   | 2R   | 1R   | A    | 2–6                  |
| U.S. Open                       | 1R   | 1R   | 1R   | 1R   | 1R   | A    | 1R   | 1R   | 1R   | 1R   | 1R   | 1R   | 1R   | A    | 0–12                 |
| Triunfos-Derrotas en Grand Slam | 2-4  | 2-4  | 2-4  | 0-4  | 0-2  | 1-4  | 0-3  | 4-4  | 3-4  | 5-4  | 3-4  | 1-4  | 1-4  | 0-1  | 24-50                |
| Torneos Ganados                 | 0    | 0    | 2    | 0    | 0    | 0    | 0    | 0    | 0    | 0    | 0    | 1    | 0    | 0    | 3                    |
| Escalafón a fin de Año          | 62   | 46   | 36   | 125  | 62   | 75   | 95   | 41   | 41   | 28   | 35   | 41   | 106  | 292  | N/A                  |